# Высоцкая-Лихалатова, Евгения Степановна
Евгения Степановна Высоцкая-Лихалатова (урождённая Мартиросова, 25 декабря 1918, Баку, Азербайджан — 12 декабря 1988, Москва) — приёмная мать советского поэта, актёра и музыканта Владимира Высоцкого.

## Биография
Родилась в г. Баку 25 декабря 1918 года. По национальности армянка.
По воспоминаниям современников она была удивительно красивой женщиной. До того, как связать свою судьбу с отцом Высоцкого, она дважды была замужем: первый муж был военным лётчиком и погиб в самом начале Великой Отечественной войны, второй муж, инженер Лихалатов, умер в результате несчастного случая: Евгения оставила себе его фамилию и не стала её менять после третьего замужества.

## Приёмная матьВысоцкого
Родители Высоцкого были вынуждены расстаться и пришли к мнению, что сын должен расти в семье отца — офицера Советской Армии Семена Высоцкого. С января 1947 года Высоцкий проживал вместе с ней и отцом. По некоторым свидетельствам, свою мачеху Высоцкий называл «Мамой Женей». По свидетельству отца Высоцкого, именно она настояла на том, чтобы Владимир учился музыке: «пошла на хитрость, сама стала учиться музыке, вызвала Володю как бы на соревнование». Евгения Степановна почти в одиночку воспитывала пасынка — муж сутками пропадал на службе. Именно она встала на защиту Владимира, когда тот сообщил отцу, что будет заниматься творчеством — станет актером, а не строителем. Кстати, против актерства была и родная мать будущего народного любимца. Поэтому, если бы не вера мачехи в Высоцкого, на одного гениального актера и музыканта в мире было бы меньше. Уже много позже, будучи в 1970 году в Ереване, поэт поднимет рюмку за друзей и за родителей: «Мне в этом смысле здорово повезло. Вторая жена отца — для меня вторая мама, а ведь она — армянка. Бакинская армянка», — сказал музыкант.
Владимир даже крестился в Армянской апостольской церкви, чтобы подчеркнуть особое отношение к приёмной матери.

### Оценка
Последняя жена Высоцкого Марина Влади в своей книге «Владимир, или Прерванный полет» коснулась, кроме всего, и родителей музыканта, где есть довольно резкие строки о Семене Владимировиче. Но Евгения Степановна оказалась единственной, о которой Марина Влади отозвалась доброжелательно. Воспоминания Евгении Степановны о Высоцком существуют в виде записей интервью.

## Смерть
Трагически погибла от упавшей с крыши наледи. Похоронена в Москве на Ваганьковском кладбище.